# Муезерка
Муезе́рка — река в России, приток Чирко-Кеми.
Длина — 48 км, площадь водосборного бассейна — 621 км².
Протекает в Республике Карелия по территории Муезерского района в северо-восточном направлении. Впадает в реку Чирко-Кемь в 119 км от её устья по левому берегу. Высота истока — 192,9 м над уровнем моря. Высота устья — 137,3 м над уровнем моря. Уклон реки — 1,16 м/км.
Ширина реки — около 20 м, глубина — 1,5 м, скорость течения — 0,2—0,5 м/с, в верхнем течении встречаются пороги. По данным наблюдений с 1975 по 1985 год среднегодовой расход воды в 26,5 км от устья составляет 4,28 м³/с.

## Бассейн
Берёт начало из озера Муй, в которое впадает река Хедь, протекающая через озеро Хедо с притоком из озера Юленхедо.

### Притоки
- 27 км от устья: река без названия (лв) (вытекает из озера Карниз)
- 33 км от устья: Долгая (пр) (протекает озеро Большое)

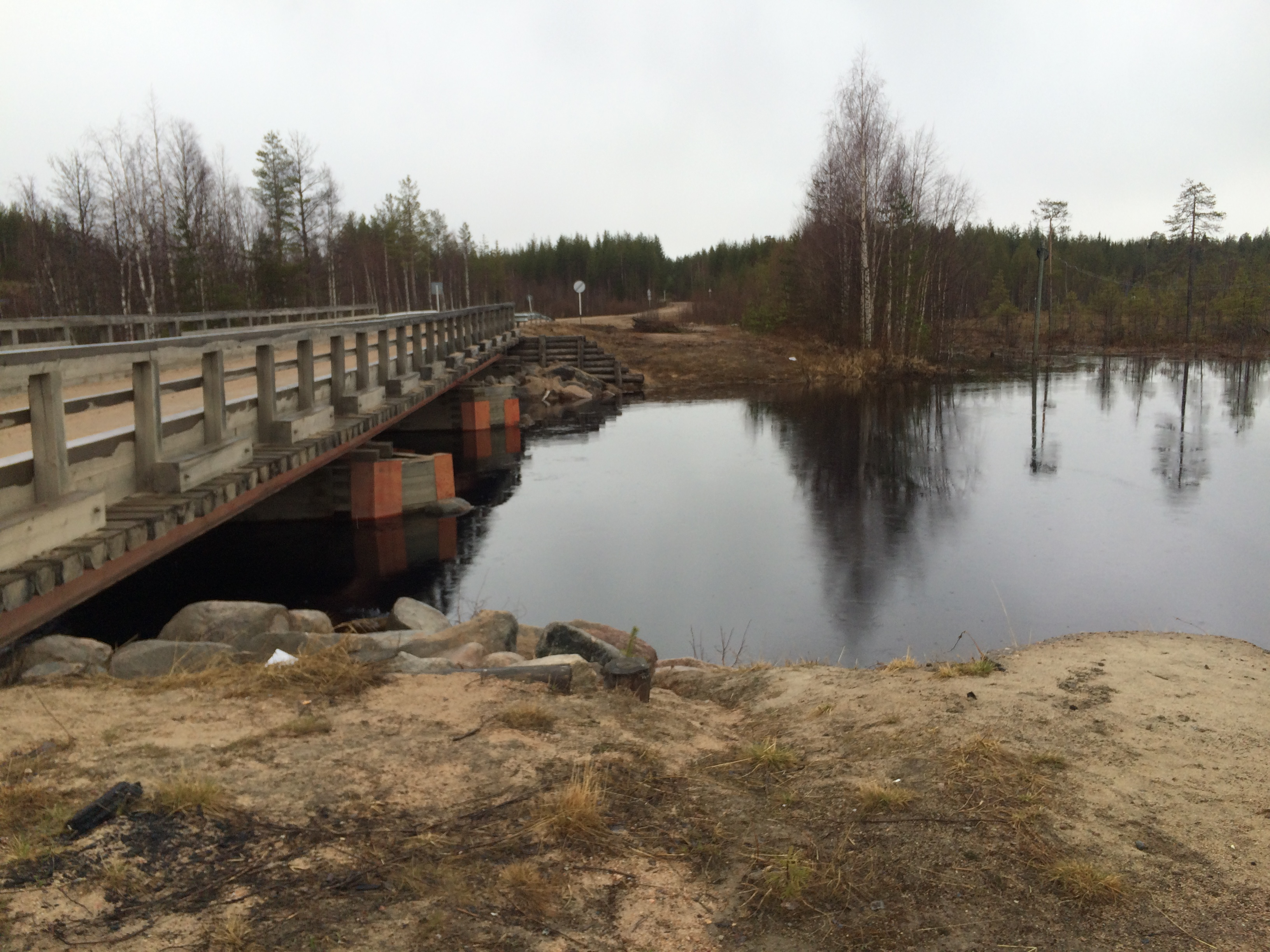
Место старого автомобильного моста через Муезерку.

## Данные водного реестра
- Бассейновый округ — Баренцево-Беломорский
- Речной бассейн — бассейны рек Кольского полуострова и Карелии, впадающих в Белое море
- Водохозяйственный участок — Кемь от Юшкозерского гидроузла до Кривопорожского гидроузла